# Viadotto di Langwies
Il viadotto di Langwies (in tedesco Langwieser Viadukt) è un viadotto in calcestruzzo armato che varca la gola in cui scorre il fiume Plessur.
Il ponte si trova sulla ferrovia Coira-Arosa a poca distanza dal centro abitato di Langwies.